# Paul Michaelis (Pokerspieler)
Paul Georg Michaelis (* 1990 oder 1991 in Berlin) ist ein professioneller deutscher Pokerspieler. Er gewann 2015 ein Bracelet bei der World Series of Poker und 2018 das Main Event der European Poker Tour.

## Persönliches
Michaelis schloss 2015 sein Studium des Medien- und Kommunikationsmanagements ab und lebt in Wien.

## Pokerkarriere
Seine ersten Geldplatzierungen bei Live-Turnieren erzielte Michaelis ab März 2011 im King’s Resort in Rozvadov. Im Mai 2015 war er erstmals bei der World Series of Poker im Rio All-Suite Hotel and Casino am Las Vegas Strip erfolgreich und belegte beim Colossus-Event den bezahlten 1295. Platz. Wenige Tage später siegte Michaelis bei einem Turnier in Pot Limit Hold’em. Dafür setzte er sich im Heads-Up gegen Tom Marchese durch und erhielt ein Bracelet sowie knapp 200.000 US-Dollar Preisgeld. Bei der im Oktober 2015 in Berlin stattfindenden World Series of Poker Europe erreichte Michaelis bei einem Turnier den Finaltisch und beendete es auf dem dritten Platz für rund 45.000 Euro. Mitte Dezember 2015 erreichte er beim Main Event der European Poker Tour (EPT) in Prag zum ersten Mal die Geldränge und landete auf dem 58. Platz für rund 13.000 Euro. Drei Jahre später setzte sich Michaelis an gleicher Stelle beim EPT-Main-Event gegen 1173 andere Spieler durch und erhielt aufgrund eines Deals am Finaltisch mit zwei anderen Spielern sein bisher höchstes Preisgeld von 840.000 Euro sowie einen „Platinum Pass“ im Wert von 30.000 US-Dollar, der zur Teilnahme an der PokerStars Players Championship im Januar 2019 auf den Bahamas berechtigte. Seitdem blieben größere Turniererfolge aus.
Insgesamt hat sich Michaelis mit Poker bei Live-Turnieren mindestens mehr als 1,5 Millionen US-Dollar erspielt.